# Kai Reiners
Eskil Emanuel Schön, känd under artistnamnet Kai Reiners (förnamnet även skrivet Kaj eller Kay), född den 8 augusti 1897 i Kungsholms församling i Stockholm, död den 31 juli 1974 i Stockholm, var en svensk dansör och skådespelare.

## Biografi
Reiners spelade redan som barn teater på Skansen, bland annat tillsammans med sin framtida danspartner Emy Ågren. Efter att som ung vuxen ha försökt sig på en mindre framgångsrik karriär i skådespelarfacket, bland annat på Kristallsalongen, sadlade Reiners om till dansör, tog lektioner för bröderna Oscar och Sven Tropp och fick sitt genombrott på Cabaret Läderlappen där han 1916–1917 framträdde med Märta Reiners (namnet till trots ingen släkting) som partner. Detta innebar också Reiners första samarbete med Läderlappens konstnärlige ledare Svasse Bergqvist, i vars produktioner han sedan regelbundet skulle medverka fram till 1930-talet. Det var också i Bergqvists revy Zick-Zack (1918) som Reiners återförenades med Emy Ågren, och med undantag för en kort period kring 1927 (då Ågren precis gift sig och Reiners i stället framträdde med Maj Diver som partner) så skulle duon Reiners-Ågren bli ett väletablerat begrepp i dans- och nöjesvärlden ändå in på 1930-talet. Tidskriften Scenen betecknade exempelvis 1930 duon som "den sedan mer än ett decennium klart lysande konstellationen på den svenska danshimlen". Paret ledde under en period även en dansskola, där även Lilly Gräber städslades som lärare i "den moderna dansen".
Utöver i Svasse Bergqvists revyer och farser framträdde duon Reiners-Ågren i en rad andra produktioner och sammanhang, bland annat i flera av Ernst Rolfs revyer, i Göteborg i samband med stadens 300-årsjubileum 1923, i operetter på Oscarsteatern och vid "utställningsrevyn" i samband med Stockholmsutställningen 1930 (där pressen beskrev dem som "kvällens succé" och revyns "stora clou"). Paret gästspelade även utomlands, bland annat på Coliseum Theatre i London.
Samarbetet med Ågren synes ha upphört i början av 1930-talet, och under de följande åren framträdde Reiners i stället ofta med dels Margit Tirkkonen, dels Margit Liljemo som ny partner. Han kom under detta decennium också att utgöra en av huvudkrafterna i den av Jenny Hasselquist grundade Hasselquistbaletten. Med denna grupp uppträdde Reiners och Hasselquist bland annat som en del av programmet i den svenska paviljongen vid New York World's Fair 1939. En planerad efterföljande turné i USA fick dock inställas då truppen inte fick arbetstillstånd.
År 1940 turnerade Reiners med en danstrio bestående av honom själv samt debutanterna May Sandart och Inga Noring, vilken bland annat framträdde på Konserthuset i Stockholm. Där och med samma trio medverkade han detta år också, tillsammans med bland andra Birgit Cullberg, Ebba Falk och Holger Rosenquist, vid en av Dansfrämjandet särskilt arrangerad "dansafton". Reiners framträdanden blev under 1940-talet dock mer sparsamma, och när han 1948 gjorde ett gästframträdande vid en uppvisning med elever från Hasselquistbaletten betecknades han i pressen som en "sällsynt men välkänd manlig gäst", vilken dock fortfarande hade "tagen kvar". Under detta decennium tog Reiners även upp skådespeleriet igen och medverkade bland annat i Staffan Tjernelds lustspel Kungen dansar på såväl Skansens sommarteater som i en senare radioutsändning. Bland andra sena scenframträdanden märks Reiners medverkan i turnerande operettuppsättningar med Programbolaget, bland annat som professor Hinzelmann i Vita Hästen (1955) och som notarie von Kiss i Czardasfurstinnan (1956). På äldre dagar hade Reiners även småroller i ett par av Mai Zetterlings filmer (se filmografi nedan).
Reiners erhöll Stockholms stads meritstipendium 1963 och Anders Sandrews stipendium 1972. Han ligger begravd på Solna kyrkogård.

## Filmografi
- 1919 – Tillåt oss presentera : Mosebacke revy – sig själv
- 1922 – Nymf och faun – dansör
- 1922 – Kärlekens ögon – kabaretdansare
- 1964 – Älskande par – en förnäm herre
- 1968 – Flickorna – medlem av herrkören

## Bildgalleri

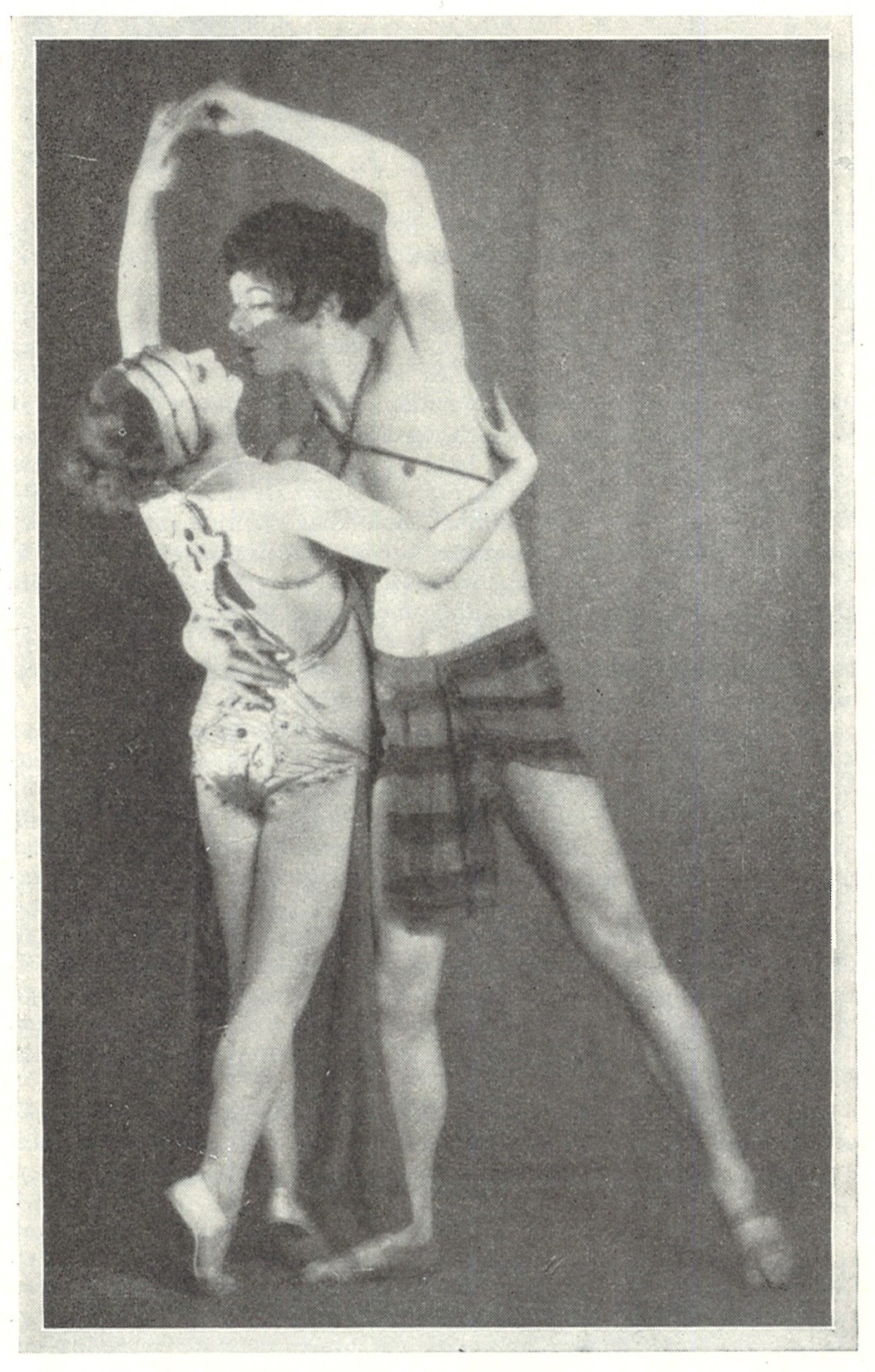
Kai Reiners och Emy Ågren i Södra Teaterns nyårsrevy Södran som vanligt 1930.
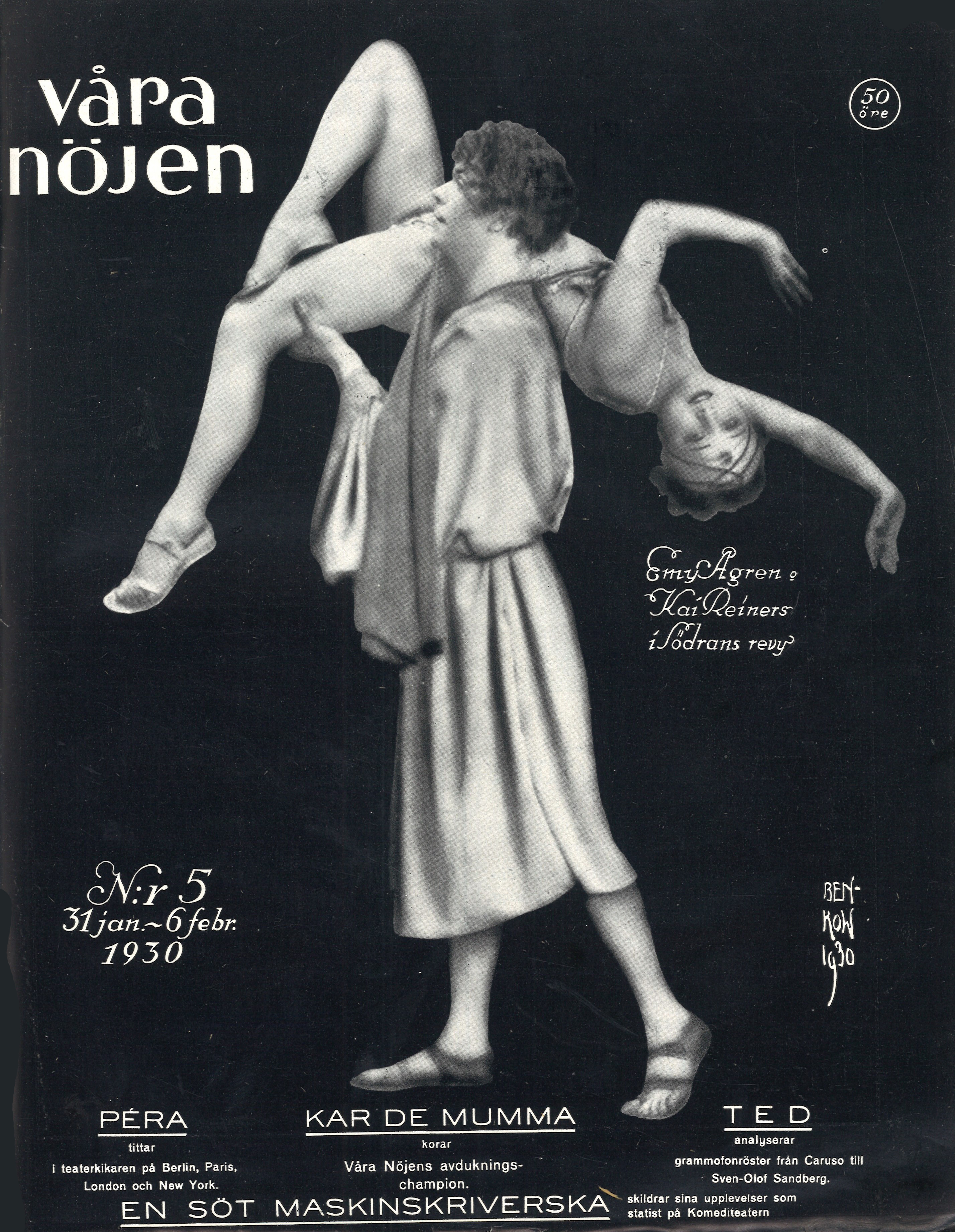
Omslag till Våra nöjen 1930 med Kai Reiners och Emy Ågren i ett nummer ur Södra Teaterns nyårsrevy Södran som vanligt.